# Fujiwara no Michinaga
Fujiwara no Michinaga (藤原 道長, 966 - 3 de gener, 1028) va ser un estadista japonès. El control del clan Fujiwara sobre el Japó i la seva política va assolir el seu zenit sota el seu lideratge.

## Joventut
Michinaga va néixer a Kyōto, fill de Kaneie. Kaneie s'havia convertit en regent l'any 986, ocupant el càrrec fins al final de la seva vida l'any 990. A causa del principi hereditari dels regents de Fujiwara, Michinaga estava en la línia de convertir-se en regent després dels seus germans, Michitaka i Michikane.

## Carrera
Lluitar amb Korechika
Michitaka va ser regent des del 990 fins al 995, quan va morir. Aleshores, Michikane el va succeir, governant com a regent només set dies abans que ell també morís de malaltia. Amb els seus dos germans grans morts, Michinaga va lluitar amb Fujiwara no Korechika, el fill gran de Michitaka i el successor que havia nomenat. La mare d'Ichijo, Fujiwara no Senshi, va coaccionar Ichijo a concedir a Michinaga el títol de Nairan (内覧) el cinquè mes de 995. La posició de Korechika va ser arruïnada per un escàndol que va tenir lloc l'any següent, probablement organitzat per Michinaga.
Korechika havia estat veient una mestressa en un dels palaus de Fujiwara. Li van dir que l'emperador retirat Kazan havia estat visitant la mateixa casa durant la nit; Korechika va suposar que Kazan havia estat veient la mateixa mestressa. En conseqüència, ell i el seu germà Takaie van emboscar a l'emperador, disparant-li. Una fletxa va colpejar la màniga de Kazan. Aleshores, Michinaga i els seus partidaris van presentar càrrecs de lesa majestat. Tot i que els juristes que examinaven el cas van trobar la culpa als servidors de Kaneie i Takaie. Korechika va ser acusat de posar una maledicció a Senshi.
Durant la seva lluita, Michinaga havia guanyat el càrrec de ministre de la dreta, o Udaijin (右大臣), el dia 19 del sisè mes de 995. Més tard, l'any 996, Michinaga es va convertir en ministre de l'esquerra, Sadaijin (左大臣), el càrrec més alt del canceller [Dajini].

## Regla com Mido Kampaku
Durant la seva vida, Michinaga va rebre el nom de Mido Kampaku, un títol que feia referència al nom de la seva residència, Mido, i que era regent en tot menys nom. Encara que Ichijo ja tenia una emperadriu, Teishi, Michinaga la va convertir en emperadriu Kogo i va fer que la seva primera filla, Shoshi, també es casés amb ell com a emperadriu Chūgū. Quan Teishi va morir de part l'any 1001, la influència de Michinaga sobre Ichijo va ser absoluta. Kenshi, la segona filla de Michinaga, es va casar amb el futur emperador Sanjō. Ichijo i Shoshi van tenir dos fills, tots dos futurs emperadors, i amb ells es van casar la tercera i la quarta filla de Michinaga: el fill gran d'Ichijo, Go-Ichijō, es va casar amb la tercera filla, Ishi; i el segon fill d'Ichijo, Go-Suzaku, es va casar amb la quarta filla, Kishi.
Michinaga va fer aliances amb els Minamoto (o més concretament, els Seiwa Genji); les seves dones eren totes dues Minamoto. Minamoto no Yorimitsu i Minamoto no Yorinobu van ser els seus dos comandants principals. Michinaga mai va prendre formalment el títol de Kampaku. L'any 1011, se li va concedir el privilegi de viatjar a la cort i des de la cort amb carro tirat per bous. El mateix any, el segon fill d'Ichijo, Atsunari, va ser proclamat príncep hereu.
Durant el regnat de Sanjō com a emperador, ell i Michinaga sovint entraven en conflicte. En conseqüència, Michinaga va intentar pressionar en Sanjō perquè es retirés. El 1016, va tenir èxit. La joventut de Go-Ichijō significava que Michinaga governava com Sesshō, va assumir la Regència. Es va convertir breument en canceller l'últim mes de 1017 abans de dimitir el segon mes de l'any següent. Un mes després de la seva renúncia, també va renunciar al càrrec de Sesshō a favor de Yorimichi, el seu fill gran. El 1019, va prendre la tonsura, convertint-se en monjo a l'Hōjō-ji, que havia construït. Va prendre el nom de Dharma Gyōkan (行観), que més tard es va canviar a Gyōkaku (行覚).

## Mort i llegat

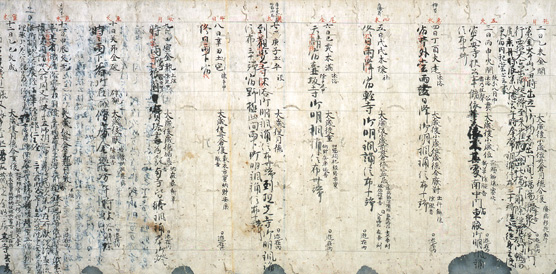
Segment del diari personal de Michinaga en la seva pròpia escriptura—text que es mostra és d'un volum que cobreix els anys des del 998 al 1021, designat com a Tresors nacionals del Japó, a la Llista de tresors nacionals del Japó (documents antics)

Michinaga va morir als seixanta-dos anys. Es diu que va cridar a Amida al seu llit de mort, demanant l'entrada al Paradís. Va deixar un diari, el Midō Kanpakuki, que tracta sobre la cort de Heian a l'altura del poder de Fujiwara. Al Tale of Genji, es creu que el Genji homònim es basa en part en Michinaga i en Korechika.

## Genealogia
Es va casar amb Minamoto no Rinshi, també coneguda com Michiko (源倫子), filla de Sadaijin Minamoto no Masanobu. Van tenir sis fills.
- Shōshi (昭子) (Jōtōmon-in, Jōtōmon-in) (988–1074) – consort de l'Emperador Ichijō.
- Yorimichi (頼道) (992–1074) – regent de l'Emperador Go-Ichijō, l'emperador Go-Suzaku i l'emperador Go-Reizei.
- Kenshi (妍子) (994–1027) – consort de l'Emperador Sanjō.
- Norimichi (教道) (996–1075) – regent de l'Emperador Go-Sanjō i Emperador Shirakawa.
- Ishi (威子) (999–1036) – consort de l'Emperador Go-Ichijō.
- Kishi (嬉しい子) (1007–1025) - consort del príncep hereu Atsunaga (més tard Emperador Go-Suzaku).

També estava casat amb Meishi Minamoto (源明子), filla de Sadaijin Takaakira Minamoto. Van tenir sis fills.
- Yorimune (頼宗) (993–1065) – Udaijin.
- Akinobu (Akinobu) (994–1027) – Es va convertir en sacerdot als 19 anys.
- Yoshinobu (Nobu) (995–1065) – Gon-no-Dainagon.
- Kanshi (Hiroko) (999–1025) – consort del príncep imperial Atsuakira (Ko-Ichijō-in).
- Takako (Takako) (1003?–1087?) – casat amb Minamoto no Morofusa.
- Nagaie (1005–1064) – Gon-no-Dainagon.

Michinaga va tenir una filla d'una dona desconeguda.
- Seishi (盛子) (?–?) – casat amb l'Emperador Sanjō.